# 新日本電工
新日本電工株式会社（しんにっぽんでんこう）は、フェロアロイ（合金鉄）の生産を主な事業とする日本の鉄鋼メーカーである。

## 概要
鉄とその他の金属の合金であるフェロアロイ（合金鉄）の製造および販売を手がけるフェロアロイメーカーである。フェロマンガンなどマンガン系合金鉄の製造を中心に、フェロクロムやフェロバナジウム、フェロシリコンなどの合金鉄も扱う。合金鉄の用途は主に製鋼過程における添加剤であり、その関係で大手鉄鋼メーカーの日本製鉄が資本参加している。2010年には、新日本製鐵（当時）が日本電工（当時）を持分法適用関連会社とした。
合金鉄のほか、マンガン酸リチウムなどの新素材、ホウ素製品などの工業薬品、水処理装置（主に金属回収装置）の製造・販売を手がける。
本社は東京都中央区。徳島工場（徳島県阿南市）・鹿島工場（茨城県鹿嶋市）・妙高工場（新潟県妙高市）・富山工場（富山県射水市・高岡市）・日高工場（北海道様似郡様似町）・郡山工場（福島県郡山市）の6工場を持つ。このうち徳島工場と鹿島工場は、電気炉を保有する合金鉄の生産拠点である。

## 沿革
- 1925年（大正14年）10月 - 大垣電気冶金工業所として設立。
- 1935年（昭和10年）1月 - 株式会社電気冶金工業所に改組。
- 1936年（昭和11年）11月 - 日本電気冶金株式会社に社名変更。
- 1949年（昭和24年）5月 - 株式上場。
- 1963年（昭和38年）12月 - フェロアロイメーカーの東邦電化株式会社（1934年設立）と合併し、日本電工株式会社に社名変更。
- 1969年（昭和44年）5月 - 徳島工場を新設。
- 1971年（昭和46年）6月 - 極東工業株式会社（1947年設立）を吸収合併。
- 1993年（平成5年）10月 - 南アフリカにNSTフェロクロムを設立。
- 2002年（平成14年）3月 - 南アフリカにSAJバナジウムを設立。
- 2010年（平成22年）6月3日 - 新日本製鐵（現・日本製鉄）が発行株式の15%を取得。同社の持分法適用関連会社となる。
- 2013年（平成25年）2月25日 - 本社を東京都中央区築地から現在地に移転。
- 2014年（平成26年）7月1日 - 株式交換方式により旧住友金属工業系であった中央電気工業を完全子会社化し、経営統合。新日本電工株式会社に社名変更。

## グループ企業
2020年12月末時点で、新日本電工グループは新日本電工およびその子会社7社と関連会社2社により構成されている。主なグループ企業は以下の通り。
- 子会社
  - 中央電気工業株式会社 - 完全子会社。本社は東京都中央区にある。
  - 電工興産株式会社 - 倉庫業を手がける。完全子会社。本社は東京都中央区にある。
  - 共栄産業株式会社 - 日本電工や三井物産・東ソーの製品などを扱う商社。84.7%を出資。本社は東京都中央区。
- かつてのグループ企業
  - 錦州日電鉄合金有限公司 - 中国に本社を置くシリコマンガンメーカー。2004年に約70%資本参加して設立したが、2009年に香港の亜洲鉱業有限公司に持株の大半を譲渡し、グループ企業ではなくなった（譲渡後の出資比率は10%）。
  - NST Ferrochrome (Pty)Ltd. - 南アフリカに本社を置くフェロクロムメーカー。同国のサマンコール社 (Samancor) との合弁で、出資比率は50%。1993年設立。2012年12月期に全株式を売却。
  - 日高エレクトロン株式会社 - アルミ電解コンデンサ用電極箔のメーカー。日本ケミコンとの共同出資で、出資比率は50%。1987年11月設立。本社は北海道様似郡様似町。2013年3月解散。

## その他
日高工場のある様似町の幌満川中流に、民間企業所有ダムの幌満川第3発電所ダムと水力発電所を設置している。

## 人材育成
- 優秀な社員を兵庫県尼崎市の産業技術短期大学（1962年一般社団法人日本鉄鋼連盟が設立）に派遣して、人材育成を行っている。具体的には、「製造現場における知識創造と人材の多機能育成政策・綿密な能力開発策のひとつとして、企業内選抜を経て中堅技術者への昇進に結びつく産業技術短期大学への派遣を行う政策の実行」であり、このような人材育成形態（教育訓練形態）を「オフ・ザ・ジョブ・トレーニング・OFF-JT」という。